# دن داکن
دن داکن (انگلیسی: Don Dokken؛ زادهٔ ۲۹ ژوئن ۱۹۵۳) یک موسیقی‌دان اهل ایالات متحده آمریکا است. وی از سال ۱۹۷۶ میلادی تاکنون مشغول فعالیت بوده‌است.